# Beijing Guo'an Zuqiu Julebu 2012
Questa voce raccoglie le informazioni riguardanti il Beijing Guo'an Zuqiu Julebu nelle competizioni ufficiali della stagione 2012.

## Organigramma societario
Area tecnica
- Allenatore: Jaime Pacheco
- Allenatore in seconda: Lü Jun
- Preparatore atletico: Zhao Xudong
- Preparatore dei portieri:Li Lixin

## Rosa
| N. |                    | Ruolo | Calciatore       |
| -- | ------------------ | ----- | ---------------- |
| 2  | Cina (bandiera)    | D     | Zhang Junzhe     |
| 3  | Cina (bandiera)    | D     | Yu Yang          |
| 4  | Cina (bandiera)    | C     | Zhou Ting        |
| 5  | Croazia (bandiera) | C     | Darko Matić      |
| 6  | Cina (bandiera)    | C     | Xu Liang         |
| 7  | Cina (bandiera)    | C     | Wang Changqing   |
| 9  | Cina (bandiera)    | A     | Tan Tiancheng    |
| 10 | Cina (bandiera)    | C     | Zhang Xizhe      |
| 11 | Mali (bandiera)    | A     | Frédéric Kanouté |
| 12 | Cina (bandiera)    | P     | Hou Sen          |
| 13 | Cina (bandiera)    | D     | Xu Yunlong       |
| 14 | Cina (bandiera)    | D     | Yang Yun         |
| 16 | Cina (bandiera)    | C     | Zhang Xiaobin    |
| 17 | Cina (bandiera)    | A     | Xu Wu            |
| 18 | Cina (bandiera)    | D     | Lang Zheng       |
| 19 | Cina (bandiera)    | C     | Wang Xiaolong    |
| 20 | Cina (bandiera)    | C     | Zhang Xinxin     |
| 21 | Cina (bandiera)    | C     | Zhu Yifan        |

| N. |                    | Ruolo | Calciatore       |
| -- | ------------------ | ----- | ---------------- |
| 22 | Cina (bandiera)    | P     | Yang Zhi         |
| 23 | Cina (bandiera)    | C     | Jiang Tao        |
| 24 | Cina (bandiera)    | A     | Li Hanbo         |
| 25 | Cina (bandiera)    | C     | Jiao Zhe         |
| 26 | Cina (bandiera)    | C     | Wang Hao         |
| 27 | Cina (bandiera)    | D     | Zhang Yonghai    |
| 28 | Cina (bandiera)    | C     | Zhang Jian       |
| 29 | Cina (bandiera)    | C     | Shao Jiayi       |
| 30 | Cina (bandiera)    | D     | Lei Tenglong     |
| 32 | Ecuador (bandiera) | A     | Joffre Guerrón   |
| 33 | Cina (bandiera)    | A     | Mao Jianqing     |
| 35 | Cina (bandiera)    | C     | Li Tixiang       |
| 36 | Cina (bandiera)    | P     | Bai Xiaolei      |
| 37 | Brasile (bandiera) | A     | Reinaldo Mineiro |
| 38 | Cina (bandiera)    | D     | Meng Yang        |
| 39 | Cina (bandiera)    | C     | Piao Cheng       |
| 42 | Nigeria (bandiera) | A     | Peter Utaka      |

## Calciomercato
| Acquisti | Acquisti            | Acquisti         | Acquisti |
| R.       | Nome                | da               | Modalità |
| -------- | ------------------- | ---------------- | -------- |
| A        | Manú                | Legia Varsavia   | -        |
| A        | Andrija Kaluđerović | Stella Rossa     | -        |
| C        | Zhang Xiaobin       | Tianjin Teda     | -        |
| D        | Jiao Zhe            | Shandong Taishan | -        |
| C        | Zhang Jian          | Chongqing Lifan  | -        |
| C        | Shao Jiayi          | Duisburg         | -        |
| A        | Mao Jianqing        | Guizhou Renhe    | -        |
| P        | Bai Xiaolei         | Nanchang B.H.    | -        |
| A        | Reinaldo            | Al-Ra'ed         | -        |

| Cessioni | Cessioni        | Cessioni         | Cessioni   |
| R.       | Nome            | a                | Modalità   |
| -------- | --------------- | ---------------- | ---------- |
| A        | Yan Xiangchuang | Dalian Shide     | -          |
| C        | Wálter Martínez | Chongqing        | -          |
| C        | Lu Jiang        | Hunan Xiangtao   | -          |
| C        | Ding Haifeng    | Shenzhen Ruby    | -          |
| A        | Wang Haozhi     | Henan Jianye     | -          |
| A        | Joel Griffiths  | Shanghai Shenhua | -          |
| C        | Cui Yu          | Beijing BSU      | -          |
| D        | Ma Chongchong   | Henan Jianye     | -          |
| C        | Zhang Zhaohui   | Chongqing Lifan  | -          |
| C        | Gao Teng        | -                | Svincolato |
| A        | Ladji Keita     | Braga            | -          |